# Malaysia ai Giochi della XXIX Olimpiade
La Malaysia ha partecipato ai Giochi della XXIX Olimpiade di Pechino, svoltisi dall'8 al 24 agosto 2008, con una delegazione di 32 atleti.

## Medaglie
| Medaglia | Atleta        | Sport     | Evento           |
| -------- | ------------- | --------- | ---------------- |
| Argento  | Lee Chong Wei | Badminton | Singolo maschile |

## Atletica leggera
| Gara                       | Atleta         | Qualificazioni | Qualificazioni | Finale | Finale |
| Gara                       | Atleta         | Misura         | Pos.           | Misura | Pos.   |
| -------------------------- | -------------- | -------------- | -------------- | ------ | ------ |
| Salto in alto maschile     | Lee Hup Wei    | 2,20 m         | 32             |        |        |
| Salto con l'asta femminile | Roslinda Samsu | 4,30 m         | 16             |        |        |

| Gara                   | Atleta      | Tempo        | Posizione    |
| ---------------------- | ----------- | ------------ | ------------ |
| Marcia 20 km femminile | Yuan Yufang | non concluso | non concluso |

## Badminton
| Gara              | Atleta                       | Turno 1 | Sedicesimi                                  | Ottavi                                                       | Quarti                                               | Semifinali                                      | Finale                     |
| ----------------- | ---------------------------- | ------- | ------------------------------------------- | ------------------------------------------------------------ | ---------------------------------------------------- | ----------------------------------------------- | -------------------------- |
| Singolo maschile  | Lee Chong Wei                | bye     | Ronald Susilo (Singapore) 21-13, 21-14      | Kęstutis Navickas (Lituania) 21-5, 21-7                      | Sony Dwi Kuncoro (Indonesia) 21-9, 21-11             | Lee Hyun-il (Corea del Sud) 21-18, 13-21, 21,13 | Lin Dan (Cina) 12-21, 8-21 |
| Singolo maschile  | Wong Choong Hann             | bye     | Taufik Hidayat (Indonesia) 21-19, 21-16     | Hsieh Yu-Hsing (Taipei cinese) 21-14, 17-21, 18-21           |                                                      |                                                 |                            |
| Doppio maschile   | Choong Tan Fook Lee Wan Wah  |         |                                             | Hwang Ji-man Lee Jae-jin (Corea del Sud) 20-22, 13-21, 16-21 |                                                      |                                                 |                            |
| Doppio maschile   | Koo Kien Keat Tan Boon Heong |         |                                             | Shuichi Sakamoto Shintaro Ikeda (Giappone) 21-12, 21-16      | Markis Kido Hendra Setiawan (Indonesia) 16-21, 18-21 |                                                 |                            |
| Singolo femminile | Wong Mew Choo                | bye     | Kerry–Lee Harrington (Sudafrica) 21-4, 21-4 | Petya Nedelcheva (Bulgaria) 21-16, 21-8                      | Lu Lan (Cina) 7-21, 27-29                            |                                                 |                            |
| Doppio femminile  | Chin Eei Hui Wong Pei Tty    |         |                                             | Lee Hyo-jung Lee Kyung-won (Corea del Sud) 14-21, 19-21      |                                                      |                                                 |                            |

## Ciclismo

### Su pista
| Velocità maschile           | Azizulhasni Awang                            | 10"272 | 7 | Ryan Bayley (Francia) Perso Primo nei ripescaggi (10"959) | Jason Kenny (Gran Bretagna) Perso Primo nei ripescaggi (11"010) | Chris Hoy (Gran Bretagna) 0-2 |  |  |
| Velocità a squadre maschile | Azizulhasni Awang Josiah Ng Mohd Edrus Yunus | 44"751 | 7 | Francia Perso (44"822-43"656)                             |                                                                 |                               |  |  |

| Gara            | Atleta            | Preliminari | Ripescaggi | Semifinale | Finale |
| --------------- | ----------------- | ----------- | ---------- | ---------- | ------ |
| Keirin maschile | Azizulhasni Awang | 1           |            | 4          | 10     |
| Keirin maschile | Josiah Ng         | 2           |            | 4          | 9      |

## Nuoto
| Gara               | Atleta                    | Batterie | Batterie | Semifinali | Semifinali | Finale | Finale |
| Gara               | Atleta                    | Tempo    | Pos.     | Tempo      | Pos.       | Tempo  | Pos.   |
| ------------------ | ------------------------- | -------- | -------- | ---------- | ---------- | ------ | ------ |
| 200 m stile libero | Daniel William Henry Bego | 1'50"92  | 44       |            |            |        |        |
| 100 m farfalla     | Daniel William Henry Bego | 54"38    | 54       |            |            |        |        |
| 200 m farfalla     | Daniel William Henry Bego | 2'01"98  | 37       |            |            |        |        |

| Gara               | Atleta         | Batterie | Batterie | Semifinali | Semifinali | Finale | Finale |
| Gara               | Atleta         | Tempo    | Pos.     | Tempo      | Pos.       | Tempo  | Pos.   |
| ------------------ | -------------- | -------- | -------- | ---------- | ---------- | ------ | ------ |
| 50 m stile libero  | Leung Chii Lin | 26"75    | 48       |            |            |        |        |
| 400 m stile libero | Khoo Chai Lin  |          |          | 4'23"37    | 38         |        |        |
| 800 m stile libero | Khoo Chai Lin  |          |          | 9'04"86    | 34         |        |        |
| 200 m rana         | Siow Yi Ting   | 2'27"80  | 19       |            |            |        |        |
| 200 m misti        | Siow Yi Ting   | 2'17"11  | 29       |            |            |        |        |
| 400 m misti        | Lew Yih Wey    |          |          | 4'55"83    | 34         |        |        |

## Sollevamento pesi
| Gara  | Atleta                 | Strappo | Strappo | Slancio | Slancio | Totale | Posizione |
| Gara  | Atleta                 | Ris.    | Pos.    | Ris.    | Pos.    | Totale | Posizione |
| ----- | ---------------------- | ------- | ------- | ------- | ------- | ------ | --------- |
| 56 kg | Amirul Hamizan Ibrahim | 121     | 8       | 144     | 9       | 265    | 8         |

## Taekwondo
| Gara   | Atleta        | Tabellone principale               | Tabellone principale        | Tabellone principale | Tabellone principale | Ripescaggi                    | Ripescaggi |
| Gara   | Atleta        | Ottavi                             | Quarti                      | Semifinali           | Finale               | Semifinali                    | Finale     |
| ------ | ------------- | ---------------------------------- | --------------------------- | -------------------- | -------------------- | ----------------------------- | ---------- |
| 57 kg  | Elaine Teoh   | Azize Tanrıkulu (Turchia) 4-7      |                             |                      |                      | Diana López (Stati Uniti) 0-3 |            |
| +67 kg | Che Chew Chan | Evgeniya Karimova (Uzbekistan) 5-4 | Nina Solheim (Norvegia) 1-3 |                      |                      | Noha Abd Rabo (Egitto) 1-5    |            |

## Tiro
| Gara                    | Atleta                  | Qualificazioni | Qualificazioni | Finale    | Finale       | Finale |
| Gara                    | Atleta                  | Punteggio      | Pos.           | Punteggio | Punt. totale | Pos.   |
| ----------------------- | ----------------------- | -------------- | -------------- | --------- | ------------ | ------ |
| Pistola 25 m automatica | Hasli Izwan Amir Hassan | 564            | 15             |           |              |        |

## Tiro con l'arco
| Gara                 | Atleta                                                          | Turno di qualificazione | Turno di qualificazione | Turno 1                               | Turno 2                          | Ottavi                                           | Quarti                        | Semifinali | Finale |
| Gara                 | Atleta                                                          | Punteggio               | Pos.                    | Turno 1                               | Turno 2                          | Ottavi                                           | Quarti                        | Semifinali | Finale |
| -------------------- | --------------------------------------------------------------- | ----------------------- | ----------------------- | ------------------------------------- | -------------------------------- | ------------------------------------------------ | ----------------------------- | ---------- | ------ |
| Individuale maschile | Khalmizam Wan Abd Aziz                                          | 674                     | 5                       | Alexandru Bodnar (Romania) 105-106    |                                  |                                                  |                               |            |        |
| Individuale maschile | Cheng Chu Sian                                                  | 660                     | 26                      | Matthew Gray (Australia) 109-101      | Matti Hatava (Finlandia) 110-103 | Lee Chang-Hwan (Corea del Sud) 105(+19)-105(+18) | Bair Badënov (Russia) 104-109 |            |        |
| Individuale maschile | Muhammad Marbawi Sulaiman                                       | 659                     | 27                      | Chen Szu Yuan (Taipei cinese) 106-107 |                                  |                                                  |                               |            |        |
| Squadre maschile     | Khalmizam Wan Abd Aziz Cheng Chu Sian Muhammad Marbawi Sulaiman | 1993                    | 3                       |                                       |                                  | bye                                              | Italia 213-218                |            |        |

## Tuffi
| Gara             | Atleta              | Preliminari | Preliminari | Semifinale | Semifinale | Finale | Finale |
| Gara             | Atleta              | Punti       | Pos.        | Punti      | Pos.       | Punti  | Pos.   |
| ---------------- | ------------------- | ----------- | ----------- | ---------- | ---------- | ------ | ------ |
| Piattaforma 10 m | Bryan Nickson Lomas | 384,35      | 26          |            |            |        |        |

| Gara                       | Atleta           | Preliminari | Preliminari | Semifinale | Semifinale | Finale | Finale |
| Gara                       | Atleta           | Punti       | Pos.        | Punti      | Pos.       | Punti  | Pos.   |
| -------------------------- | ---------------- | ----------- | ----------- | ---------- | ---------- | ------ | ------ |
| Trampolino 3 m maschile    | Elizabeth Jimie  | 253,50      | 21          |            |            |        |        |
| Trampolino 3 m maschile    | Leong Mun Yee    | 253,50      | 21          |            |            |        |        |
| Piattaforma 10 m femminile | Pandelela Rinong | 249,20      | 27          |            |            |        |        |

## Vela
| Gara           | Atleta               | Regata   | Regata | Regata | Regata | Regata | Regata | Regata | Regata | Regata | Regata     | Regata | Punteggio | Pos. |
| Gara           | Atleta               | 1        | 2      | 3      | 4      | 5      | 6      | 7      | 8      | 9      | 10         | M      | Punteggio | Pos. |
| -------------- | -------------------- | -------- | ------ | ------ | ------ | ------ | ------ | ------ | ------ | ------ | ---------- | ------ | --------- | ---- |
| Laser maschile | Kevin Lim Leong Keat | 44 (BFD) | 24     | 28     | 42     | 22     | 34     | 34     | 39     | 26     | cancellata |        | 249       | 38   |